# Рядовой Плуто
«Рядовой Плуто» (англ. Private Pluto) — пропагандистская мультипликационная комедия 1943 года от студии Walt Disney Productions. По сюжету, проходящий службу в армии Плуто противостоит двум бурундукам, впоследствии ставшим известными как Чип и Дейл. Несмотря на то, что в дальнейшем Чип и Дейл стали постоянными врагами Дональда Дака, они сталкивались с Плуто в мультфильмах «Права Скваттера» 1946 года и «Новогодняя ёлка Плуто» 1952 года.

## Сюжет
Во время Второй мировой войны Плуто проходит службу в армии в качестве сторожевой собаки на военной базе США. Командир сообщает ему о проникновении на объект диверсантов и поручает охранять складированное оружие. Диверсантами оказывается пара бурундуков, которые используют пушку для хранения и раскалывания орехов. Плуто решает остановить их любой ценой.

## Роли озвучивали
- Пинто Колвиг — Плуто
- Норма Суонк[3] — Чип
- Десси Флинн — Дейл

## Издания
18 мая 2004 года короткометражка была выпущена в рамках сборника Walt Disney Treasures: Walt Disney on the Front Lines, а 7 декабря 2004 года вошла в состав Walt Disney Treasures: The Complete Pluto: 1930—1947.